# Sur les toits de New York
Pour plus de détails, voir Fiche technique et Distribution.
Sur les toits de New York (Top of the Town) est une comédie américaine de 1937, réalisée par Ralph Murphy, Sam White et Walter Lang et mettant en vedette Doris Nolan.

## Synopsis
Une jeune fille dont les quatre oncles sont millionnaires, inspirée par un voyage en Russie, prépare une revue de music-hall avec des idées nouvelles et avant-gardistes. Le chef d'orchestre, dont elle est amoureuse, n'est pas d'accord sur le programme. La revue a lieu sur le toit du gratte-ciel. Le spectacle composé d'un mélange de musique classique, de danses simili-grecques et de récitation de Shakespeare, est si attrayant que le public s'endort. Mais le chef d'orchestre amoureux est là qui veille au grain… Il a tout prévu et le jazz et les girls arrivent à temps pour sauver la situation,.

## Fiche technique
- Titre : Top of the Town
- Réalisation :Ralph Murphy, Sam White et Walter Lang
- Scénario : Lou Brock, Robert Benchley,
- Photographie :Joseph A. Valentine, Hal Mohr
- Musique : Frank Skinner
- Production : Charles R. Rogers (en), Lou Brock
- Société de production :Universal
- Pays de production : États-Unis
- Format :
- Genre :
- Durée : 86 minutes
- Date de sortie : 1937

## Distribution
- Doris Nolan : Diana Borden
- George Murphy : Ted Lane
- Ella Logan (en) : Dorine
- Hugh Herbert : Hubert
- Gerald Oliver Smith : un  cadre de Borden
- Mischa Auer : Hamlet
- Gregory Ratoff  : JJ Stone
- Peggy Ryan : Peggy
- J. Scott Smart (en) (Jack Smart) : Beaton
- Ray Mayer : Roger
- Henry Armetta : Bacciagalluppi
- Gertrude Niesen : Gilda Norman
- Claude Gillingwater : William Borden
- Ernest Cossart : Auguste Borden
- Samuel S.Hinds : Henry Borden
- Richard Carle : Edwin Borden
- California Collegians : groupe de chanteurs
- The Four Esquires (en) : interprètes

## Critiques
Écrivant pour Night and Day en 1937, Graham Greene a donné au film une mauvaise critique, le décrivant comme "l'une de ces comédies musicales affligeantes et insouciantes [...] où les seuls visages non gays sont parmi le public".
Les critiques ne sont pas bonnes non plus à sa sortie en France, « le film le plus absurde qui ait jamais été réalisé à Hollywood… Un genre de film qui suffit peut-être pour amuser la population cosmopolite des bas-quartiers de New-York. Nous pensons et nous espérons qu'il ne s'acclimatera pas en France », peut on lire dans Ciné France. La presse remarque la voix étrange de Gertrude Niesen,.